# Eborac Island Lighthouse

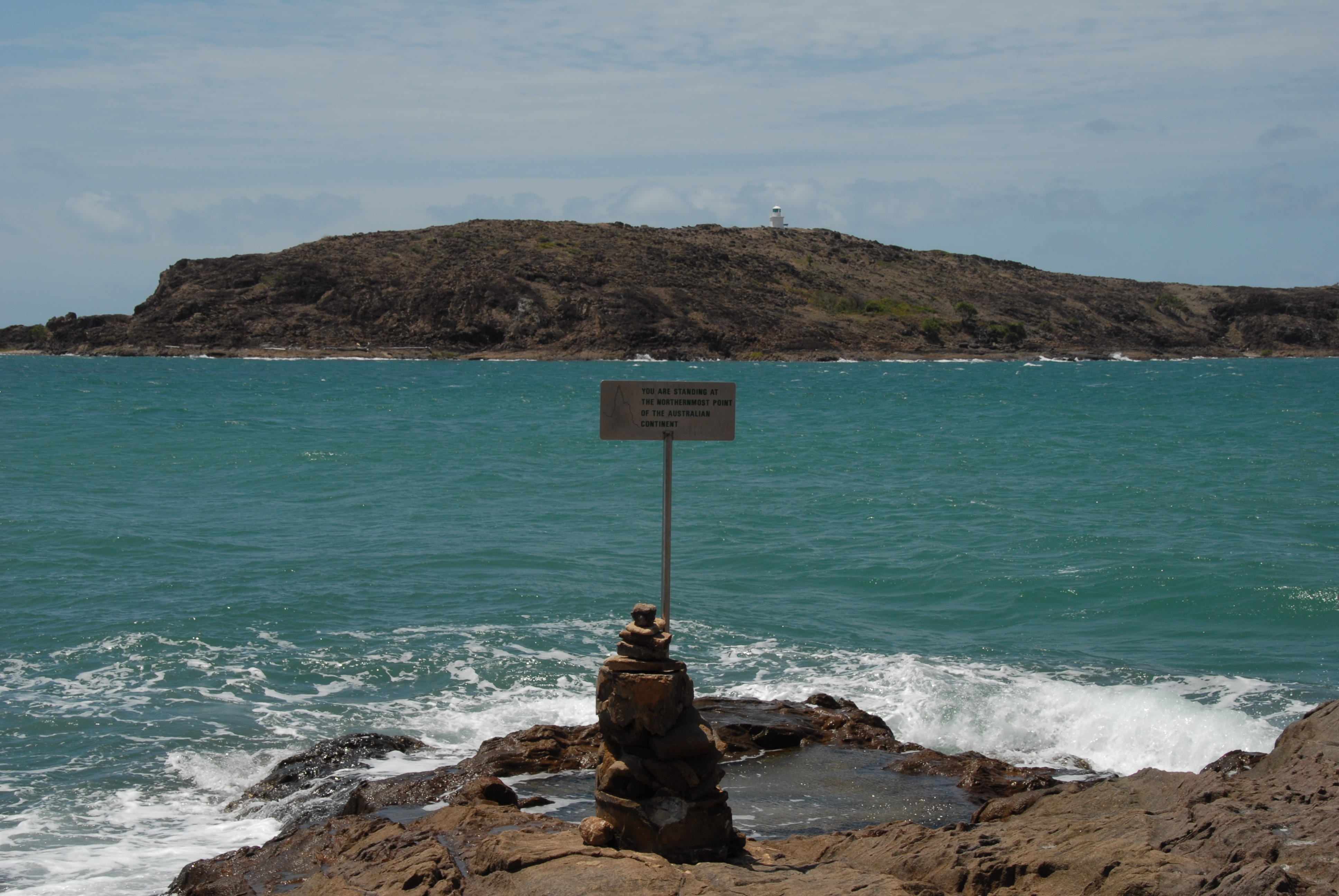
Das Eborac Island mit Leuchtturm vom Ende der Cape York Peninsula aus betrachtet

Das Eborac Island Light ist ein aktiver Leuchtturm auf dem Eborac Island, eine kleine Felseninsel am Adolphus Channel am Cape York, an der nördlichen Spitze von Cape York Peninsula in Queensland, Australien.
Der 6 m hohe Leuchtturm ist der am weitesten nördlich liegende Leuchtturm des Kontinents Australien, der Schiffe auf ihrem Weg zum Great Barrier Reef leitet.

## Bauwerk und Signale

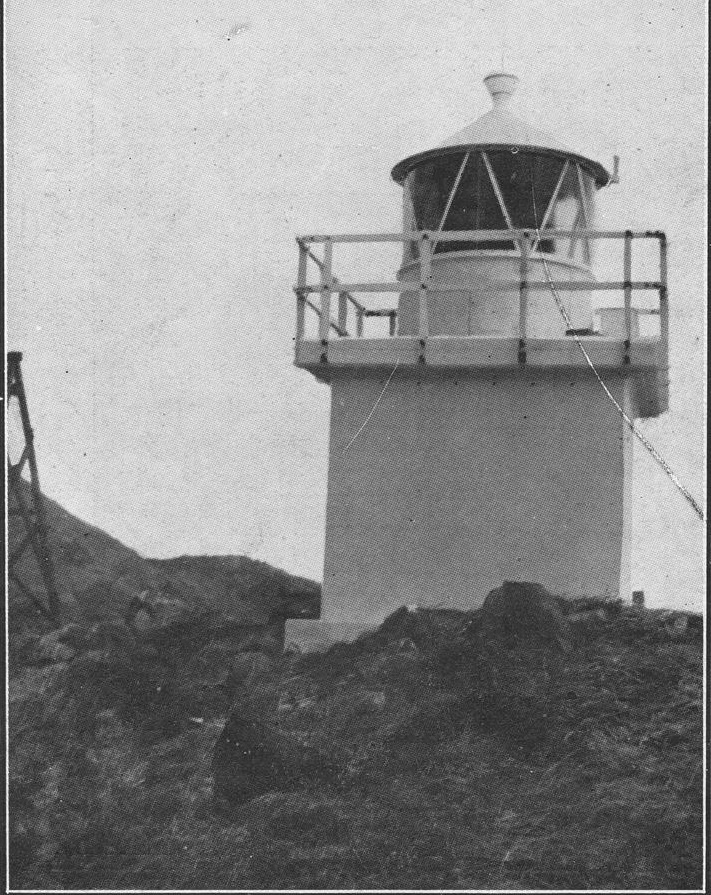
Eborac Island Light, 1931

Das Bauwerk aus Beton wurde 1921 gebaut, worauf sich der Laternenraum befindet.
Die Befeuerung besteht aus zwei Lichtsignalen, einem weißen Signal alle zwei Sekunden und einem roten alle zehn Sekunden (Fl.(2)W.R.G. 10s). Am 8. August 1990 wurde der Betrieb auf Solarenergie umgestellt.

## Erreichbarkeit
Der Leuchtturm wird von der Australian Maritime Safety Authority betrieben. Die Insel kann nur mit Booten erreicht werden und das Betreten sowohl des Orts als auch des Leuchtturms sind für die Öffentlichkeit nicht erlaubt. Ein Hubschrauberlandeplatz befindet sich in der Nähe des Turms.